# Adam Dobrodzicki
Adam Dobrodzicki, ps. „Gad” (ur. 18 kwietnia 1883 w Wadowicach, zm. 10 października 1944 w Błaszkowie) – polski działacz niepodległościowy, malarz, litograf, scenograf i reżyser teatralny, projektant rzeźb nagrobnych, publicysta, major piechoty Wojska Polskiego, kawaler Orderu Virtuti Militari.

## Życiorys
Urodził się 18 kwietnia 1883 w Wadowicach, w rodzinie Ignacego, urzędnika, i Izabeli z Franzów. Był bratem Jerzego Kazimierza (1884–1934), generała brygady Wojska Polskiego .
Po ukończeniu gimnazjum męskiego i złożeniu egzaminu dojrzałości w 1902 przeniósł się do Krakowa. Studiował historię na Uniwersytecie Jagiellońskim i historię sztuki w Akademii Sztuk Pięknych, był aktywnie zaangażowany w działalność Bratniej Pomocy. 27 czerwca 1907 wziął fikcyjny ślub z zaangażowaną politycznie socjalistką Wandą Krahelską. W ten sposób uczestniczka zamachu na Gieorgija Skałona stała się obywatelką austriacką, co chroniło ją przed represjami władz carskich. W 1908 rozwiódł się, ponieważ Krahelska 18 lutego 1908 została sądownie uniewinniona.
Adam Dobrodzicki kontynuował naukę, zainicjował powstanie w Akademii Sztuk Pięknych kół samokształceniowych, działał społecznie m.in. na rzecz budowy pomnika Jana Matejki w Krakowie. Zaangażował się w wypełnienie testamentu Jana Stanisławskiego, który pragnął aby wybudowano nowoczesny dom studencki krakowskiej Akademii Sztuk Pięknych. Po ukończeniu studiów Krakowie kontynuował naukę w Paryżu, wyjeżdżał też na plenery malarskie do Bretanii. Po powrocie do Krakowa otrzymał zamówienie na ilustrację powieści Tadeusza Micińskiego, w 1912 wygrał konkurs na projekt polichromii w katedrze Świętych Apostołów Piotra i Pawła w Kamieńcu Podolskim. W tym samym roku wstąpił do Związku Strzeleckiego, w którym ukończył kurs oficerski.
W czasie I wojny światowej służył początkowo w II baonie 1 pułku piechoty Legionów Polskich, a następnie w 2 kompanii II baonu 5 pułku piechoty i w 7 pułku piechoty. W 1917 wstąpił w szeregi sztabu I Brygady Legionów Polskich, awansował wówczas do stopnia podporucznika. Podczas tzw. kryzysu przysięgowego był internowany w forcie w Beniaminowie. Następnie był oficerem Komendy Głównej Polskiej Organizacji Wojskowej w Krakowie.
W 1918 w stopniu majora został adiutantem Naczelnego Wodza Józefa Piłsudskiego. Po uzyskaniu przez Polskę niepodległości otrzymał stanowisko redaktora miesięcznika „Rzeczy piękne”. Jego stanowisko umożliwiło upowszechnienie twórczości artystów, którzy walczyli w szeregach Legionów, a to pozwoliło im powrócić do sił twórczych. Równocześnie wykładał w Oficerskiej Szkole Piechoty jako historyk dziejów Legionów Polskich.
W 1920 przeniósł się zawodowo do Warszawy, zamieszkał w Milanówku w domu rodziny Rufina Morozowicza. Został zweryfikowany w stopniu majora piechoty ze starszeństwem z dniem 1 czerwca 1919. W 1923, 1924 był oficerem rezerwy 72 pułku piechoty. Później został powołany do służby czynnej. We wrześniu 1927 został przeniesiony z 72 pp do kadry oficerów piechoty z równoczesnym oddaniem do dyspozycji szefa Departamentu Piechoty Ministerstwa Spraw Wojskowych. W roku szkolnym 1927/28 i 1928/29 był wykładowcą geografii w Szkole Podchorążych Piechoty. Z dniem 31 maja 1929, na własną prośbę, został zwolniony z czynnej służby. W 1934 jako oficer pospolitego ruszenia pozostawał w ewidencji Powiatowej Komendy Uzupełnień Nowy Targ. Posiadał przydział do Oficerskiej Kadry Okręgowej Nr V. Był wówczas „reklamowany na 12 miesięcy”.
Od 1921 współpracował z Juliuszem Osterwą, wystawione 23 lutego 1922 w Teatrze Reduta przedstawienie Ulica Dziwna wg K.A. Czyżowskiego, które Adam Dobrodzicki reżyserował i do którego stworzył scenografię stało się sensacją. W warszawskiej prasie i opinii publicznej powszechnie krytykowano złamanie panujących wówczas kanonów sztuki. W 1926 związał się artystycznie ze Spółdzielnią Artystów ŁAD, dla której projektował kilimy (współpraca z Heleną Bukowską-Szlekys). W 1929 otrzymał stanowisko dyrektora Państwowej Szkoły Przemysłu Drzewnego w Zakopanem i zajmował je do 1936, kiedy został mianowany naczelnikiem wydziału wychowania w Ministerstwie Wyznań Religijnych i Oświecenia Publicznego. Był prezesem oddziału Związku Legionistów Polskich. Przeżył powstanie warszawskie. Przebywał w obozie przejściowym Dulag 121.
Zmarł 10 października 1944 w Błaszkowie. Pochowany na cmentarzu w Odrowążu.
30 lutego 1926 ożenił się z Wandą Czarnocką, działaczką niepodległościową, odznaczoną Medalem Niepodległości (23 grudnia 1933).

## Ordery i odznaczenia
- Krzyż Srebrny Orderu Wojskowego Virtuti Militari nr 6675 (17 maja 1922)[19]
- Krzyż Niepodległości (13 kwietnia 1931)[20]
- Krzyż Oficerski Orderu Odrodzenia Polski (2 maja 1922)[21]
- Krzyż Walecznych trzykrotnie[1]
- Złoty Krzyż Zasługi (28 czerwca 1939)[22]
- Medal Pamiątkowy za Wojnę 1918–1921[1]
- Medal Dziesięciolecia Odzyskanej Niepodległości[1]